# کوین د آرماس
رایبرکوین د آرماس (به انگلیسی: Kevin de Armas،  زادهٔ ۱۹ ژانویهٔ ۱۹۹۸) یک کشتی‌گیر فرنگی‌کار اهل کشور کوبا است. وی سابقه حضور در المپیک ۲۰۲۴ پاریس را دارد.